# Borulach (affluente dell'Adyča)
Il Borulach (in russo Борулах?; in lingua sacha: Боруулаах) è un fiume della Russia siberiana orientale (Repubblica Autonoma della Sacha-Jacuzia), affluente di sinistra dell'Adyča (bacino della Jana).
Nasce e scorre, con direzione mediamente nord-orientale, nella regione dell'altopiano della Jana, in una regione montagnosa e ricca di laghi (nell'intero bacino, circa 350), senza incontrare alcun centro urbano di rilievo; fra gli affluenti ricevuti, i maggiori sono Chaltysy (113 km) dalla sinistra idrografica e Chatyngnach (109 km) dalla destra.
Il clima rigidissimo dell'intero bacino provoca periodi di congelamento delle acque che vanno, in media, da fine settembre - primi di ottobre a fine maggio - primi di giugno.